# Karuzi
Karuzi é uma província do Burundi. Sua capital é a cidade de Karuzi.

## Comunas
Karuzi está dividida em 7 comunas:
- Bugenyuzi
- Buhiga
- Gihogazi
- Gitaramuka
- Mutumba
- Nyabikere
- Shombo

## Demografia
| 2001    | 2011    |
| 377.186 | 479.972 |